# Central nuclear San Onofre
La Central nuclear de San Onofre es una central nuclear situada en la costa del océano Pacífico en San Onofre. El emplazamiento de 84 acres (340.000 m²) está cerca de San Clemente, en el condado de San Diego, California, y rodeado por el Parque Estatal de San Onofre.
La Unidad 1 ya no está en servicio. Este reactor fue un reactor de agua presurizada Westinghouse que estuvo en funcionamiento durante 25 años, cerrándose definitivamente en 1992. Las Unidades 2 y 3, reactores de agua presurizada Combustion Engineering, siguen funcionando y generan 1.070 MWe y 1.080 Mwe, respectivamente.
La Planta de energía de San Onofre es gestionada por Southern California Edison. Su propiedad se reparte como sigue: Edison International (75.1 %), San Diego Gas & Electric Company (20 %), Anaheim Public Utilities Department (3.2 %), y el Riverside Utilities Department (1.8 %).
- Wikimedia Commons alberga una categoría multimedia sobre Central nuclear San Onofre.